# 阿尔萨斯
阿尔萨斯（法語：Alsace，法語發音：[alzas] ⓘ，德語：[ˈɛlzas] ⓘ）是法国东北角的一个狹長地区，也是法国的一个旧大区；2016年1月1日起，阿爾薩斯、香檳-阿登和洛林等三個大區合併成大東部大區。阿尔萨斯和洛林地區、香檳地區一樣都是白葡萄酒的著名产地。
阿爾薩斯被莱茵河南北分开成两个部份：北部的下莱茵省和南部的上莱茵省。在歷史上，阿爾薩斯屬於法國和德國文化的交界處，在古代是法兰克王国的一部分，後來成为哈布斯堡家族的发源地，在17世纪以前一直归属於德語系的神圣罗马帝国，三十年战争后根据《威斯特伐利亚和约》割让给法国（首府斯特拉斯堡到路易十四时代完全被法国吞并），之後逐漸被法國文化同化。它和洛林都在普法战争后割让給普鲁士，一战结束后重新被法国占领，二战初期又被纳粹德国占领，至二战结束再次被法国并入直至今日。

## 地理

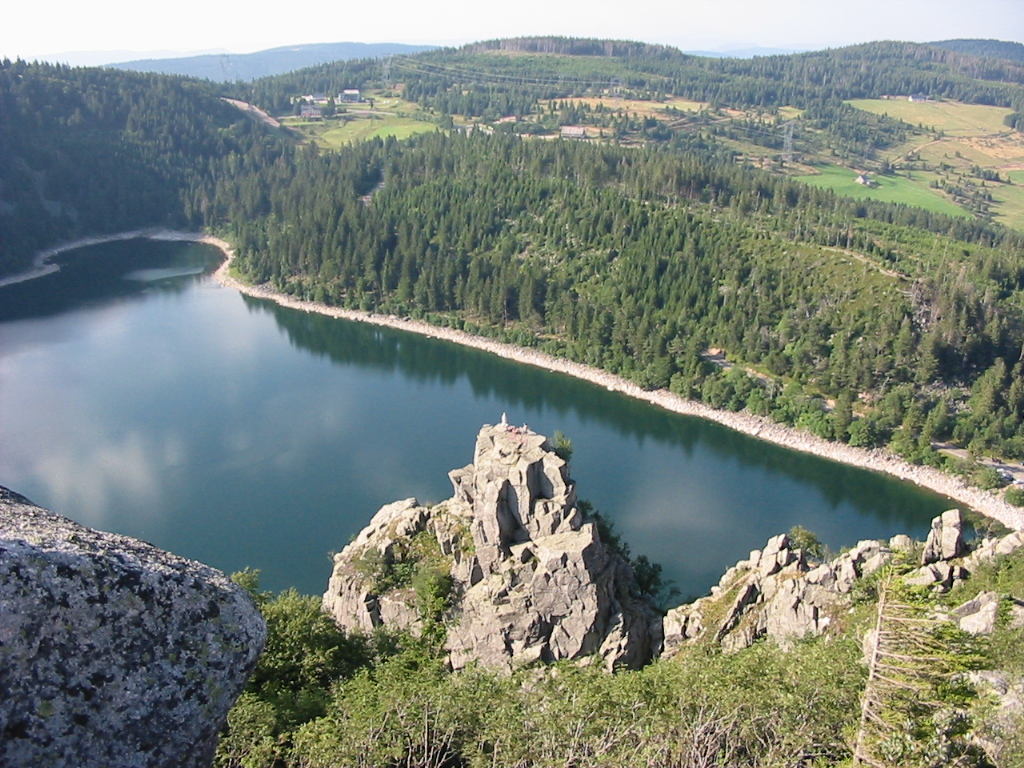
Lac Blanc

阿尔萨斯与另外两个法国行政区接壤，它位于弗朗什-孔泰的東北面，洛林的東面。此外阿尔萨斯也与德国的莱茵-普法尔茨州、巴登-符腾堡州，以及瑞士的巴塞爾城市州、巴塞爾鄉村州及索洛图恩州相接壤。
拥有8,280平方公里面积的阿尔萨斯是法国本土上面积最小的行政区域。阿尔萨斯，南北长约190公里，东西仅长50公里。阿尔萨斯东部以莱茵河为界，西部则有延绵的弗杰山脉为限。阿尔萨斯北部的边界地带是比安森林和普法尔茨森。

## 歷史

### 罗马时期
阿爾薩斯在史前時代是遊牧民族的居住地。西元前1500年，凱爾特人開始在這裡定居、耕作。西元前58年，羅馬人入侵阿爾薩斯，並建立葡萄栽培中心。羅馬人為了保護這個高價值產業，建立了防禦工事和軍營，之後逐漸演變成現今的各聚落。阿爾薩斯在羅馬帝國統治時期，是屬於上日耳曼行省。

### 法兰克时期
隨著羅馬帝國沒落，阿爾薩斯成為阿拉曼人的領地。阿拉曼人是農業民族，他們的語言成為現在阿尔萨斯方言的基礎。克洛維一世和法蘭克人在西元五世紀打敗阿拉曼人，亞爾薩斯成為奧斯特拉西亞的領土。在墨洛溫王朝克洛維一世的子嗣統治之下，當地居民開始信奉基督教。之後，亞爾薩斯成為法蘭克帝國的一部份。西元842年，斯特拉斯堡誓言簽署。西元843年，凡爾登條約讓法蘭克帝國分裂為三個國家。亞爾薩斯成為由查理曼的長孫－洛泰爾一世所統治的中法蘭克帝國領土。洛泰爾一世在西元855年逝世，中法蘭克帝國分為三個國家，亞爾薩斯分給次子的洛塔林基亞（Lotharingia，或稱洛林）。之後，洛泰爾一世的兄弟－西法蘭克王國國王禿頭查理及東法蘭克王國國王日耳曼人路易瓜分中法蘭克帝國。西元870年的墨爾森條約，將阿尔萨斯併入神聖羅馬帝國的士瓦本公國。

### 神圣罗马帝国
在這段時間，如同歐洲其他地方，阿尔萨斯被教會和世俗封建貴族所瓜分。12到13世紀，亞爾薩斯在霍亨斯陶芬王朝統治下極為繁榮。腓特烈一世在阿爾薩斯設「省」（procuratio，非現在一般所稱的「省」），由非貴族階級的公職人員ministeriales所管轄。此舉是為了讓當地更易控制，避免他們脫離帝國的控制。「省」擁有一個省級法院（Landgericht），行政機關設在阿格諾。腓特烈二世委任史特拉斯堡主教負責管理阿爾薩斯，但其權責遭到繼承腓特烈二世之子康拉德四世權力的哈布斯堡魯道夫伯爵的質疑。史特拉斯堡逐漸發展，成為該地區人口最稠密且重要的商業城鎮。1262年，在經歷與主教的長期鬥爭之後，史特拉斯堡獲得了帝國自由城市的地位。斯特拉斯堡身為巴黎-維也納-東洋貿易路線的中繼站，以及連結南德、瑞士、荷蘭、英格蘭、斯堪地納維亞的萊茵河航線中的一個港口，逐漸成為該地區的政治與經濟中心。科爾馬和阿格諾等城市的經濟重要性也逐漸上升，並組成「十城聯盟」（Décapole）。
亞爾薩斯的繁榮在14世紀一連串嚴冬、欠收和黑死病的侵襲下結束。這些天災被歸咎於是猶太人所引起，因此導致1336年和1339年的大屠殺。另一個天災是1356年的大地震，不僅是歐洲史上最大的地震之一，也讓巴塞爾成為廢墟。亞爾薩斯直到文藝復興時期，在哈布斯堡王朝的統治之下才逐漸恢復繁榮。

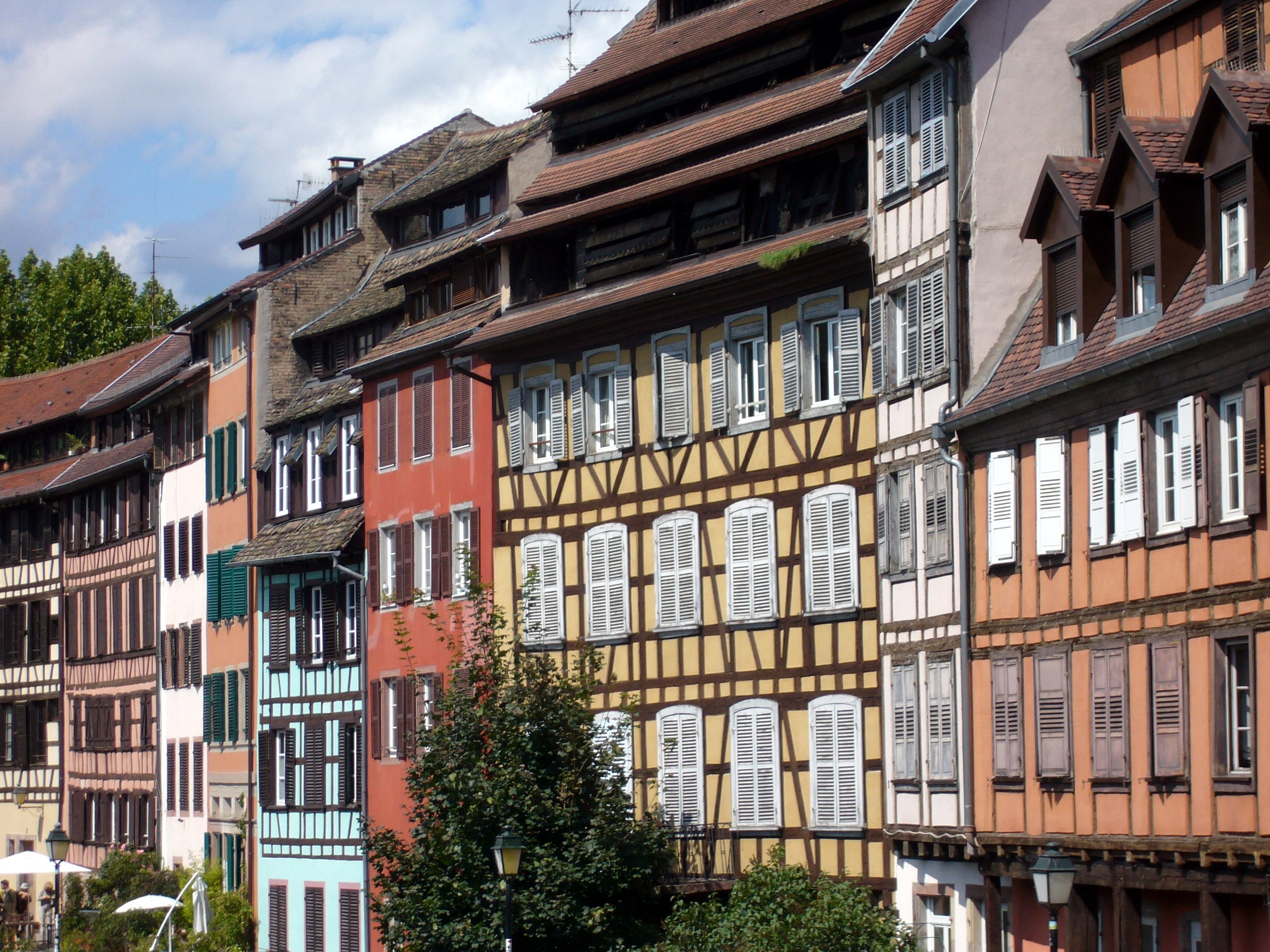
史特拉斯堡的小法國區

在義大利地區快速發展而富庶之時，德意志的中央實權開始衰退，將歐洲的霸權地位讓給實施中央集權已久的法國。法國開始積極向東發展，當擴展至隆河和默茲河後，法國將目光放在萊茵河。1299年，法國提議法蘭西腓力四世妹妹與德意志阿爾布雷希特一世之子的婚姻聯盟，亞爾薩斯則成為給女方的禮物。然而，這交易未能成功。1307年，貝爾福獲得蒙貝利亞爾伯爵的特許。下個世紀，法國因百年戰爭而衰落，暫時停止向東發展。戰爭結束後，法國再度將目標轉至萊茵河。1444年，法軍進入洛林和亞爾薩斯。法軍在此建立冬季軍營，要求梅斯和史特拉斯堡投降，並進攻巴塞爾。
1469年，隨著聖奧梅爾條約（Treaty of St. Omer）的簽訂，奧地利大公西吉斯蒙德將上亞爾薩斯賣給大膽查理換取金錢。雖然查理是名義上的主人，但該地的稅收卻是繳給神聖羅馬帝國腓特烈三世。1477年，腓特烈三世靠其王朝婚姻的優勢奪回上亞爾薩斯的控制權（自由城市除外，但仍包括貝爾福），成為哈布斯堡家族的領地。米盧斯在1515年加入瑞士邦聯，一直到1798年為止。
在16世紀的宗教改革時期，史特拉斯堡是個繁榮的聚落，其居民在1523年開始信奉新教。馬丁·布塞珥是該地區著名的新教改革者。他的努力遭到信奉羅馬天主教的哈布斯堡家族的反對，試圖消滅上亞爾薩斯地區的新教信仰。結果，亞爾薩斯變為天主教與新教交錯的地區。另一方面，蒙貝利亞爾到亞爾薩斯西南部在1397年成為符騰堡伯爵的領地，到1793年為止都是位在法國境內的新教飛地。

### 併入法國
1639年，法國佔領了大部分的亞爾薩斯，以避免落入西班牙哈布斯堡王朝手中。西班牙希望能清除與西屬荷蘭之間的障礙。因此引發了三十年戰爭(1618－1648年）。在被敵國包圍，以及匈牙利給予全權處理的情況下，西班牙在1646年將孫戈的領地（大部分位於上亞爾薩斯）以120萬塔勒（Thaler，1塔勒=3馬克）的價格賣給已佔領該地的法國。因此，當1648年，西發利亞和約結束三十年戰爭之後，除了一些城鎮維持獨立，大部分的亞爾薩斯成為法國領土。條約中認為亞爾薩斯是「拜占庭」且令人困擾。這被認為是蓄意要讓法國國王及神聖羅馬皇帝都無法完全控制該地，並造成雙方對立，讓亞爾薩斯能保有某一程度的自治權。支持這論點的人指出，負責編寫條文的帝國全權大臣伊薩克·福尔马（Isaac Volmar）是前亞爾薩斯教區秘書長（Chancellor）。之後，亞爾薩斯與洛林成為德法之間爭議不斷的領土。
因為戰爭造成大量人口傷亡（主要在鄉間地區），自1648年至18世紀中期，大量移民前往瑞士、德國、奧地利、洛林、薩伏依和其他地區。1671－1711年，瑞士（特別是伯恩）再洗禮派難民湧入亞爾薩斯。史特拉斯堡成為早期再洗禮派運動的主要中心。
1679年的奈梅亨條約鞏固了法國的控制權。法國在1681年佔領史特拉斯堡，1688年開始，法軍因「Brûlez le Palatinat!」政策開始入侵南德。1697年結束大同盟戰爭的里斯維克條約再度鞏固這次的領土變更。然而，亞爾薩斯在法國是個特別的存在。當地政府、學校、教育依然使用德文，德國（路德教派）的史特拉斯堡大學持續接收德國學生。禁止法國新教的楓丹白露敕令不在亞爾薩斯實行。雖然法國政府大力宣揚天主教，並在1681年要求路德教派的史特拉斯堡座堂必須交給天主教，但亞爾薩斯與法國其他地區不同的是，當地對於宗教較為寬容。亞爾薩斯有孚日山脉作為與法國的界線，但是與德國並沒有類似的天然界線。因此，亞爾薩斯在法國大革命以前，一直保留德國文化，經濟上也較依賴德國。

### 法国大革命
1789年法國大革命，亞爾薩斯被分為上萊茵省和下萊茵省。亞爾薩斯人在法國大革命期間十分活躍。1789年7月21日，在接獲攻佔巴士底監獄的消息後，當地群眾攻佔史特拉斯堡市政廳，市府官員逃離，結束亞爾薩斯的封建制度。1792年，德利斯勒在史特拉斯堡創作出革命進行曲《馬賽曲》，之後成為法國國歌。一些法國大革命中知名的將領是來自亞爾薩斯，像是在瓦爾密戰役（Battle of Valmy）中獲勝的凯勒曼（François Christophe Kellermann），和在旺代戰爭中領導法蘭西共和國軍隊的克萊貝爾（Jean Baptiste Kléber）。
同時，也有些亞爾薩斯人反對雅各賓黨人，支持奧地利和普魯士出兵法國鎮壓新生的革命共和國。許多Sundgau的居民為了洗禮或結婚而前去「朝聖」，像是瑞士巴塞爾附近的瑪麗亞施泰因修道院（Mariastein Abbey）。在法國革命軍在萊茵河勝利之前，已有數以萬計的民眾往東逃離。而在之後他們准許回到家鄉之時，卻常發現他們的土地或家園已經被沒收。這個情況導致1803到1804、及1808年，數百個家庭前往俄羅斯帝國尚未開發的土地。歌德將他在這段期間所看見的事寫在長詩《Hermann and Dorothea》之中。
拿破崙一世在1814到1815年復辟，外國軍隊因而佔領亞爾薩斯，光下萊茵省就有超過28萬軍隊及9萬匹軍馬。在地中海和大西洋海港紛紛興起後，改變了原有的貿易路線，嚴重影響當地的貿易及經濟。
亞爾薩斯的人口成長十分穩定，從1814年的800,000人、1830年的914,000到1846年的1,067,000人。但也因此造成糧食短缺、房屋缺乏、年輕人沒有工作機會等等。因此，亞爾薩斯的人口流失並不讓人意外，不僅是巴黎的亞爾薩斯社區興起，著名人物有奧斯曼男爵等，甚至遠至俄羅斯及奧地利帝國都吸引了亞爾薩斯人前往定居。奧地利占領鄂圖曼土耳其帝國在東歐的領土，為了鞏固新領土的擁有權，他們提供開拓者優渥的條件。美國自1807年之後開始禁止奴隸進口，而棉花田需要大量人力，因此也有許多亞爾薩斯人前往美國定居。

### 德法之間
法國在普法戰爭（1870－71年）敗給普魯士王國和其他日耳曼邦國，並促成德意志統一。俾斯麥將亞爾薩斯和洛林北部併入1871年成立的德意志帝國。不同於日耳曼邦聯的其他國家擁有自己的政府，帝國新領土「亞爾薩斯-洛林」是皇帝所擁有，由柏林的帝國政府負責管理。大約100,000到130,000的亞爾薩斯人（總人口約150萬）選擇維持法國國民身分，逃離「亞爾薩斯-洛林」，其中有許多人定居在法屬阿爾及利亞。亞爾薩斯-洛林在1911年獲得部分自治權，擁有自己的國旗和國歌。但在1913年，Saverne事件（Saverne Affair）也顯現了亞爾薩斯寬容政策依然有其限制。

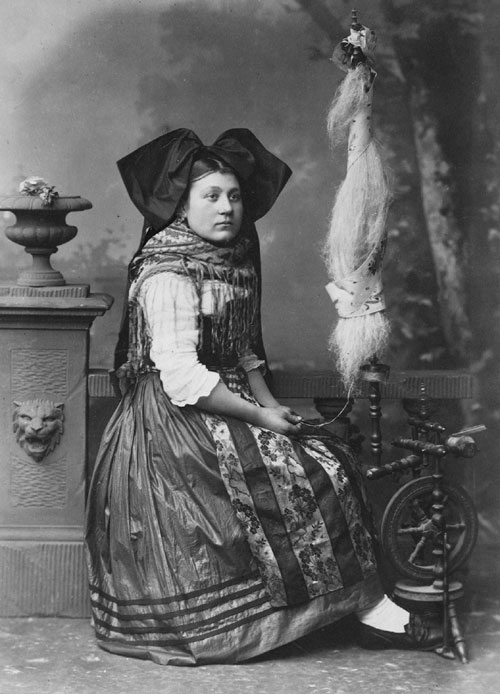
穿著傳統服飾的亞爾薩斯婦女

在第一次世界大戰期間，為了避免同胞相殘，許多亞爾薩斯人選擇加入海軍，並參與海軍叛亂，導致德意志皇帝在1918年11月退位，亞爾薩斯-洛林因此失去了名義上的首長。這些人回到家鄉後，試圖建立共和國。此時，剛選上史特拉斯堡市長的亞爾薩斯-洛林代理人Jacques Peirotes宣布德意志帝國失去統治權及法蘭西共和國的到來。另外，自稱為亞爾薩斯-洛林政府也宣布獨立，建立亞爾薩斯-洛林共和國。不到兩週，法國軍隊進入亞爾薩斯。在看見亞爾薩斯民眾熱烈歡迎法軍以及法國的壓力之下，美國和其他盟國收回公民投票的提議。雖然美國總統威爾遜堅持該區應在合法情況下自我裁決，因為根據憲法，該地的統治權是皇帝，而非德意志帝國，但法國不容許公民投票，因為法國民眾認為是他們將亞爾薩斯從德意志帝國手中解放。德國在凡爾賽條約中將該地割讓給法國。
第二次世界大战期間，納粹德國入侵法國，並於1940年6月22日簽署停戰協定，德軍隨後佔領阿爾薩斯，根據同年8月2日的元首法令，阿爾薩斯由民政部門主管管轄，主管為巴登大區的大區長官，因此，阿爾薩斯實際上併入巴登大區，10月18日，根據元首法令，阿爾薩斯「必須在最短的時間內重新恢復德意志的民族性。」為了停止當地的反德歧視，納粹因而實行嚴酷的獨裁統治。不過，德國政府為了保留與西方進行協議的機會，從未正式宣布併吞或進行協商。

### 戰後至今
法國在1944年重新獲得阿爾薩斯的控制權，並強硬實行法語政策。但是，今日當地的法律與法國其他地區仍有明顯不同（參見亞爾薩斯-摩澤爾）。
近幾年，民族主義情感逐漸消退，地方、國家、歐洲再度提倡阿爾薩斯的地區認同。当地法國學校將阿爾薩斯語（與德語密切相關）視為方言（非政府強制）。德语在當地幼稚園及學校是屬於外國語言。不過，法國憲法仍然規定法语是國家唯一的官方語言。
2016年1月1日起，阿爾薩斯、香檳-阿登和洛林等三個大區合併。

## 政治
亞爾薩斯是法國最保守的大區之一。在2004年大區選舉中，亞爾薩斯是法國本土兩個由保守右派獲勝的大區之一。在2007年法國總統大選第二輪中，保守派領袖尼古拉·萨科齐在這裡獲得最高的支持率 (超過65%）。大區委員會主席是人民運動聯盟的Adrien Zeller。該地區在歷史上的主權不斷更迭，使得國家認同成為非常重要的議題。
亞爾薩斯也是法國最為支持歐盟的大區之一，是少數在2005年《歐盟憲法》投票中投下贊成票的大區之一（最終法國以54.87%的反對票否決這項決議）。

## 氣候
亞爾薩斯是屬於半大陸性氣候，冬天乾冷而夏天炎熱。西邊的孚日山脈阻擋水氣進入，因此降雨量不多。科爾馬是法國第二乾燥的城市，年雨量只有550毫米，提供亞爾薩斯葡萄酒優良的環境。

## 经济
根據法國國家統計局（INSEE），亞爾薩斯在2002年的本地生產總額（GDP）為443億歐元。平均每人GDP為24,804歐元，是法國第二高的大區，僅次於法蘭西島。亞爾薩斯的產業結構有68%是服務業，25%是工業，是法國工業化程度最高的大區之一。
亞爾薩斯主要的經濟活動有：
- 葡萄栽培業：大部分位於马尔勒奈姆（Marlenheim）到坦恩（Thann）之間的亞爾薩斯葡萄酒之路（Route des Vins d'Alsace）
- 採收啤酒花和釀酒：法國半數的啤酒產自亞爾薩斯，特別是在史特拉斯堡附近，知名品牌包括有可倫堡（法語：Brasseries Kronenbourg）與費雪（法語：Brasserie Fischer），除此之外包括德國的卡尔斯贝格（Karlsberg，在法國使用「Karlsbräu」品牌名）與荷蘭的海尼根，也都有在此區設置子廠。
- 林業
- 汽車產業：米盧斯
- 生命科學：亞爾薩斯生物谷 （页面存档备份，存于）
- 旅遊業
- 氯化鉀（至20世紀末期）和磷酸鹽礦

亞爾薩斯與國際的關係緊密，有35%的公司是外國公司（包括德國、瑞士、美國、日本和斯堪地納維亞）。

## 交通

### 河運

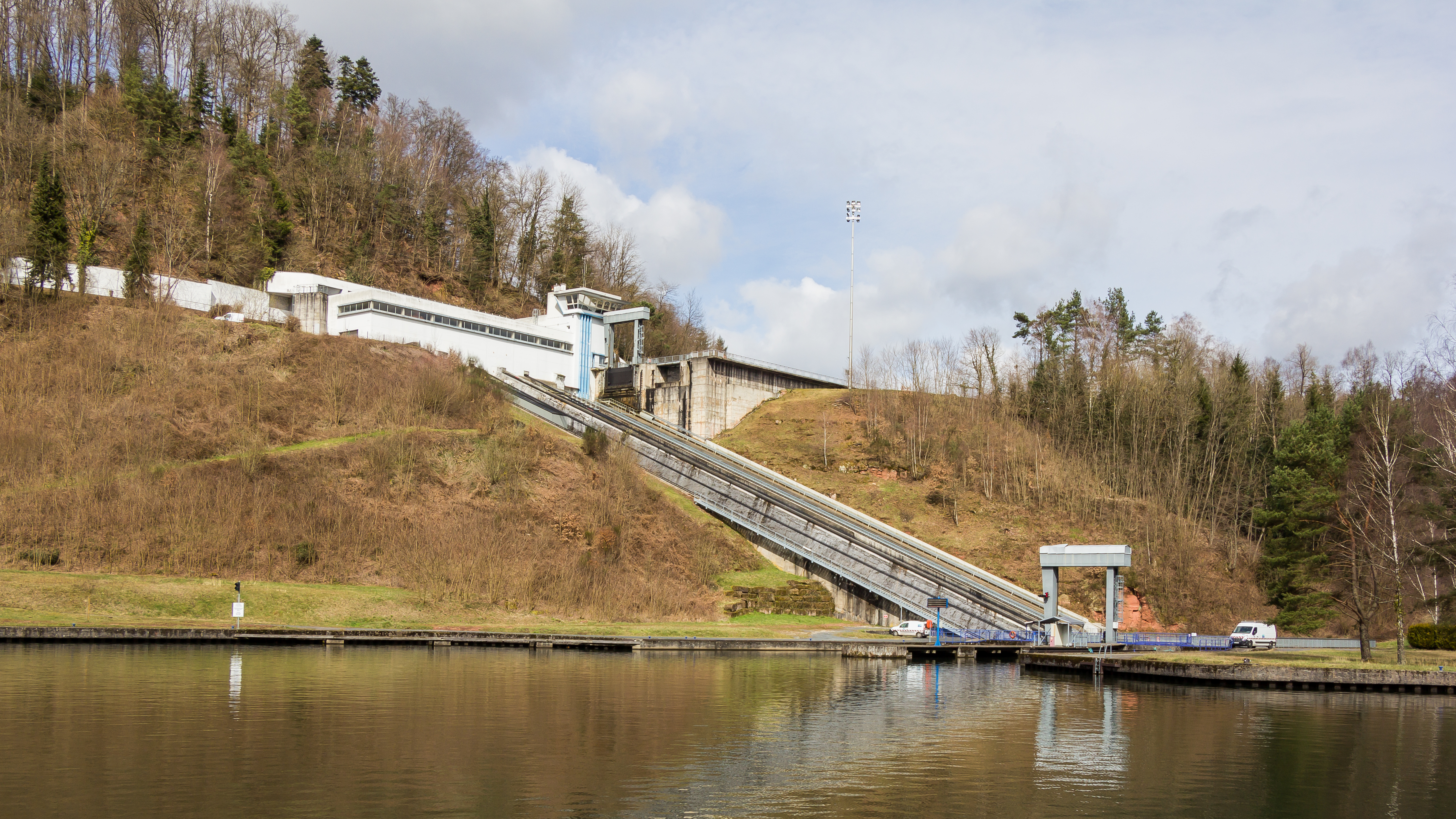
河川網路

亞爾薩斯的港口運輸超過一千五百萬公噸，其中四分之三集中在史特拉斯堡，是法國第二繁忙的河港。試圖連結地中海和中歐(萊茵河、多瑙河、北海和波羅的海）的萊茵-隆河航道的增建計畫，因費用與土地侵蝕（特別是杜省）而於1998年宣告終止。

### 空中運輸
目前亞爾薩斯有兩座國際機場：
- 史特拉斯堡Entzheim國際機場
- 巴塞尔-米卢斯-弗赖堡欧洲机场：是法國空運量第七大機場。

## 宗教

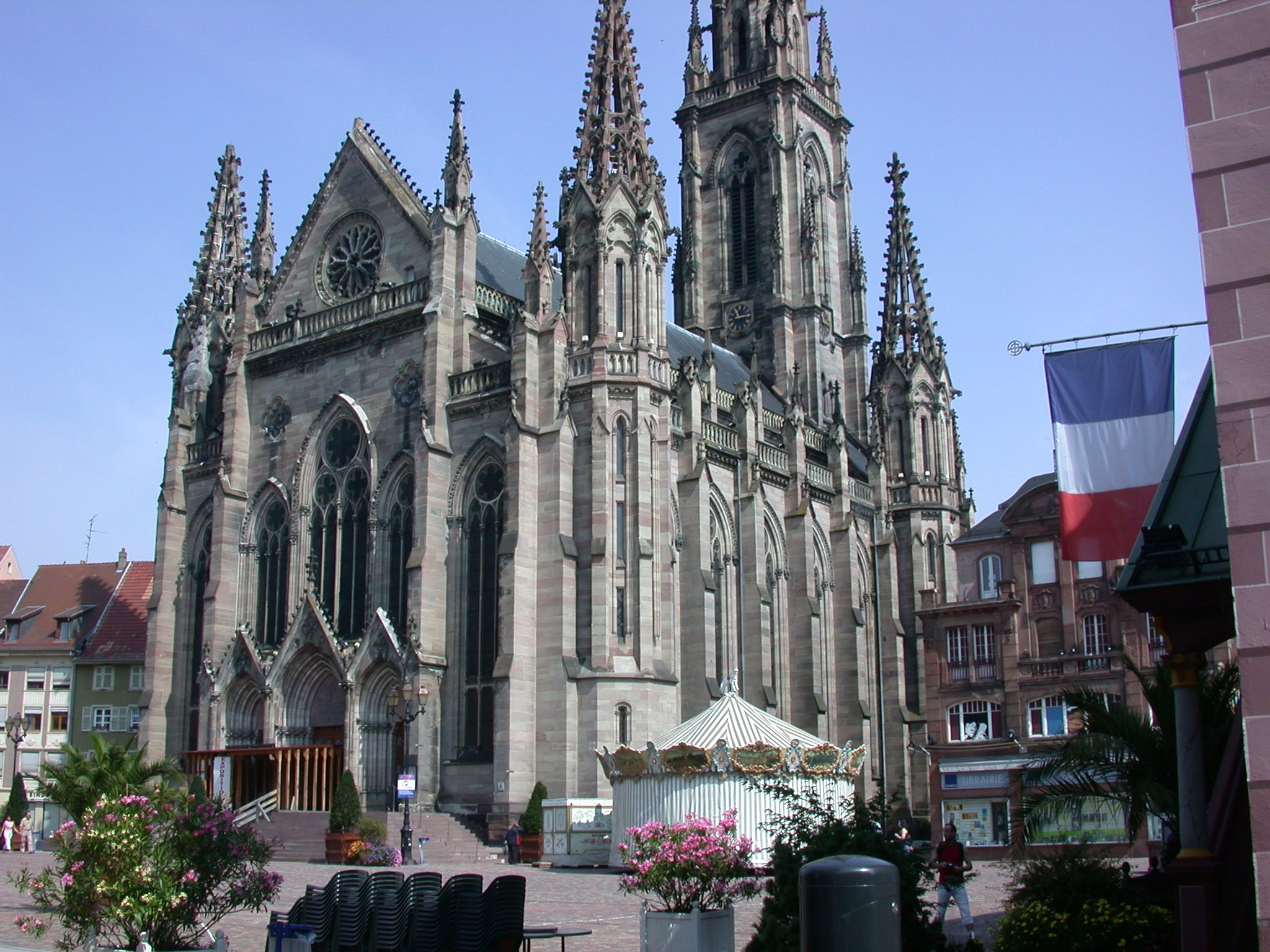
米盧斯的聖埃蒂安教堂（Temple Saint-Étienne）

大部分阿尔萨斯人信罗马天主教，但由于德国文化的影响，也存在着数量可观的新教徒群体。

## 象徵

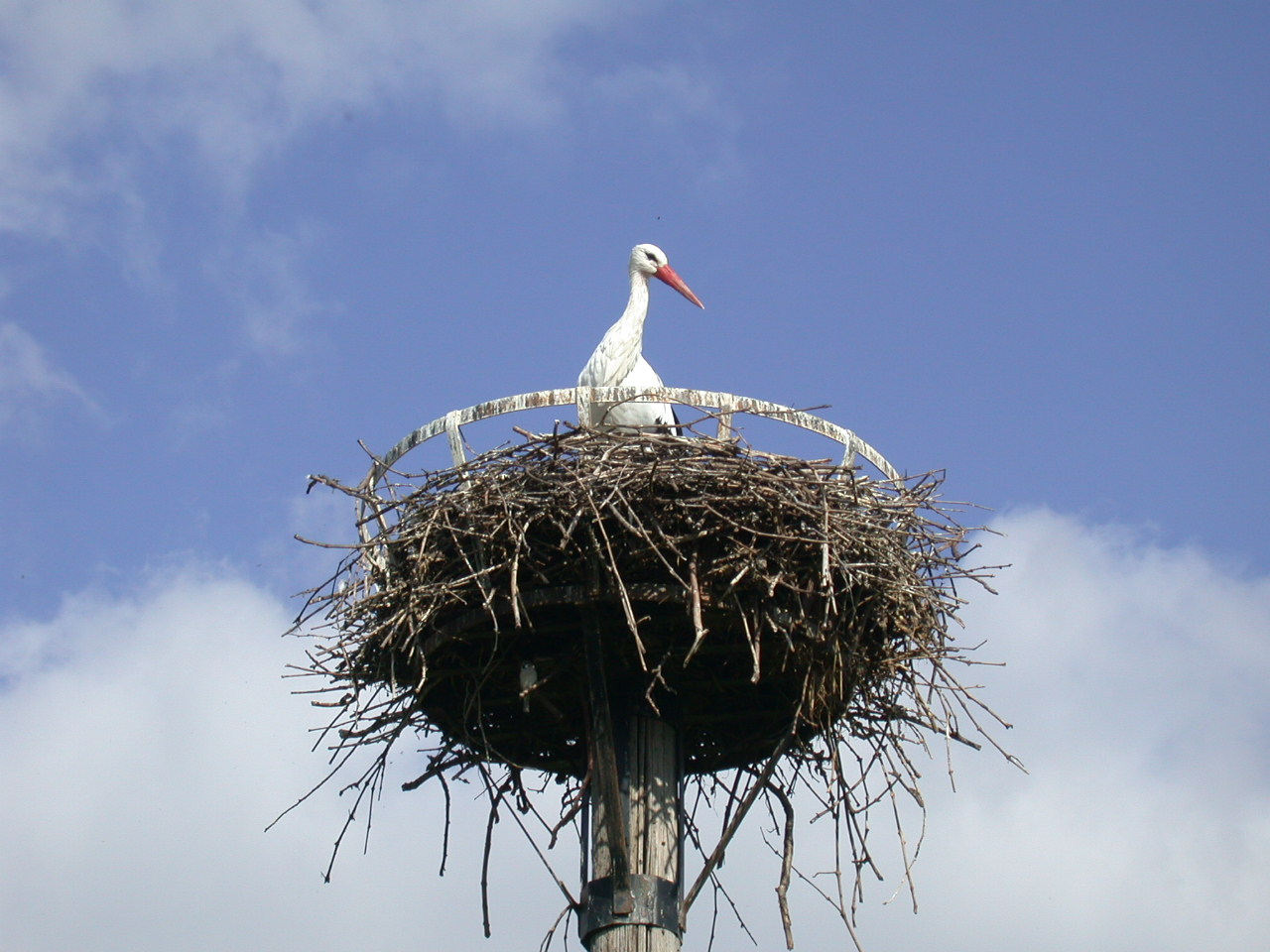
一隻亞爾薩斯鶴

鸛是亞爾薩斯的象徵，也是許多兒童故事的主題。鸛大約在1970年代滅絕，不過當地一直在進行復育行動。他們常見於亞爾薩斯的房屋、教堂或公共建築的屋頂。

## 城市
- 比沙伊姆
- 科爾馬
- 盖布维莱尔
- 阿格諾
- 伊尔基希-格拉芬什塔登
- 伊爾扎克
- 林戈尔赛姆
- 米盧斯
- 聖路易
- 萨韦尔讷
- 希爾蒂蓋姆
- 塞萊斯塔
- 史特拉斯堡
- 维特奈姆

## 友好省份
阿尔萨斯与下列行政区域结有「国际合作协议」：
- 庆尚北道
- 波蘭下西里西亚省
- 中華民國宜蘭縣
- 加拿大魁北克省
- 俄羅斯莫斯科州
- 羅馬尼亞维斯特区